# Antonín Bečvář
Antonin Bečvář (wymowa: ˈantoɲiːn ˈbɛtʃvaːr̝̊; ur. 10 czerwca 1901 w Starej Boleslavi, zm. 10 stycznia 1965 w Brandýsi nad Labem) – czeski astronom i klimatolog. Opracował ceniony atlas nieba Atlas Coeli Skalnaté Pleso. Przez długi czas pracował na Słowacji.

## Życiorys
Urodził się w miejscowości Stará Boleslav, studiował w gimnazjum realnym w Brandýsie nad Labem (dziś Gimnazjum J.S. Machara). Następnie studiował na wydziale nauk przyrodniczych Uniwersytetu Karola. W 1927 roku zbudował małe obserwatorium w rodzinnej miejscowości. Studia ukończył broniąc pracę doktorską z dziedziny meteorologii w 1934 roku. Antonin Bečvář był od dzieciństwa słabego zdrowia, przez co na ścieżkę kariery naukowej wstąpił mając ponad 30 lat, kiedy jego stan zdrowia się ustabilizował.

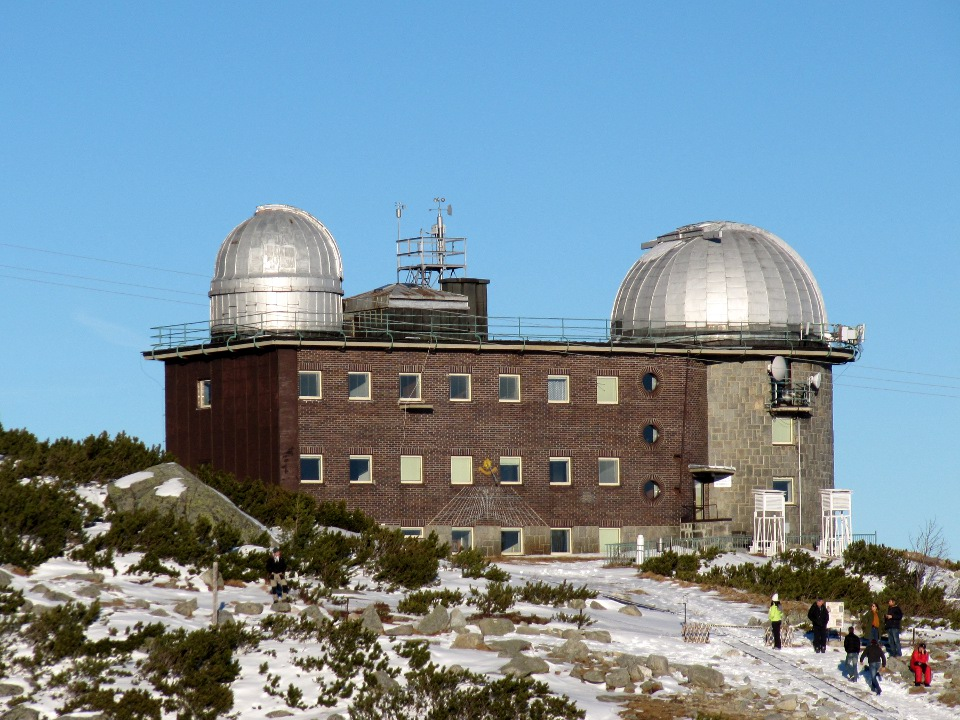
Obserwatorium nad Łomnickim Stawem, którego pomysłodawcą był Antonin Bečvář

W 1937 roku otrzymał posadę państwowego klimatologa w Wysokich Tatrach. W Słowacji pracował od 1937 roku, jako klimatolog państwowych łaźni w Szczyrbskim Jeziorze; tam też stwierdził, że w Tatrach panują dobre warunki dla astronomii. Wskutek zawarcia układu monachijskiego w 1938 roku, czechosłowackie obserwatorium astrofizyczne w miejscowości Stará Ďala (obecnie Hurbanovo) w Słowacji zostało zamknięte. Bečvář pomyślnie zaapelował do rządu słowackiego, aby potężny reflektor o aperturze 24 in (610 mm) został przeniesiony na nowe miejsce nad Łomnicki Staw. W latach 1941–1943 z jego inicjatywy wybudowano nowe obserwatorium nad Łomnickim Stawem (słow. Observatórium Skalnaté pleso), którego był pierwszym dyrektorem (1943–1950). W styczniu 1945 roku z narażeniem życia ochronił obserwatorium przed wysadzeniem przez wycofujących się żołnierzy niemieckich.
Obserwatorium było jednym z najwyżej położonych obserwatoriów w Europie i jedynym wysokogórskim obserwatorium w Czechosłowacji. W czasie swojego istnienia stało się uznanym instytutem naukowym. Zainicjowana została tu tradycja badań Słońca i materii międzyplanetarnej. Ponadto wykładał astronomię na słowackim Uniwersytecie Komeńskiego w Bratysławie.
W roku 1951 został zwolniony z pracy w Obserwatorium nad Łomnickim Stawem. Wrócił do Brandýsa nad Labem, gdzie rozpoczął pracę nad atlasem gwiazd. Przez cały czas pobytu w Tatrach zajmował się fotografowaniem i badaniem chmur. W 1953 roku wydał Atlas chmur górskich. Bečvář był człowiekiem o szerokim spektrum zainteresowań. Poza astronomią zajmował się meteorologią, był amatorem fotografii, dobrze grał na fortepianie, a także był entuzjastycznym turystą i wielbicielem gór. W roku 1948 wydał barwną publikację Tatry Wysokie. Napisał też powieść Jediné léto, która ukazała się w 1940 roku.
10 stycznia 1965 roku Antonin Bečvář zmarł w Brandýsie nad Labem. Profesor Zdeněk Kopal, astronom czeskiego pochodzenia, w nekrologu dla magazynu Nature napisał: „Wraz ze śmiercią dr Antonina Bečvářa czechosłowaccy astronomowie stracili jednego ze swoich najbardziej znanych kolegów, a świat najwybitniejszego twórcę kartografii astronomicznej naszych czasów”.

## Praca
Antonín Bečvář prowadził długoterminowe systematyczne obserwacje fotosfery słonecznej, komet i meteorytów. Odkrył komety C/1942 C1 Whipple–Bernasconi–Kulin i C/1947 F2 Bečvář, prowadził obserwacje roju meteorów Ursydy. Był autorem wielu prac z astronomii i hydrologii, filmów o rozwoju chmur, publikacji Tatry Wysokie (1948) i Atlas górskich chmur (1953); Bečvář był również pionierem czechosłowackiej fotografii meteorologicznej. Najbardziej znaczącym jego dziełem są cztery wielkie atlasy astronomiczne: Atlas Coeli Skalnaté Pleso (1948) z katalogiem (1951), wydany na Zachodzie jako Atlas of the heavens. Atlas ten jako pierwszy zawierał liczne radioźródła odkryte po II wojnie światowej. Kontynuacją były prace Atlas Eclipticalis (1958), Atlas Borealis (1962) i Atlas Australis (1964). Te prace zostały wydane także za granicą, stając się podstawowym narzędziem obserwatoriów astronomicznych na świecie. Bečvář rozpoczął prace nad następnym atlasem, Atlas Galacticus, obejmującym słabsze gwiazdy, gromady i mgławice, jednak te plany pokrzyżowało zapalenie płuc, które doprowadziło do śmierci astronoma.

## Upamiętnienie

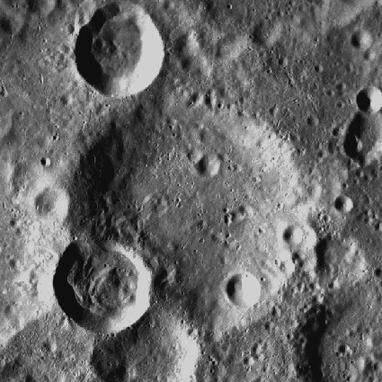
Krater Bečvář na Księżycu

Międzynarodowa Unia Astronomiczna w roku 1970 nazwała na jego cześć krater Bečvář na niewidocznej stronie Księżyca. Jego imię nosi także planetoida (4567) Bečvář.